# Дорфхајн
Дорфхајн (њем. Dorfhain) општина је у њемачкој савезној држави Саксонија. Једно је од 41 општинског средишта округа Зексише Швајц-Остерцгебирге. Према процјени из 2010. у општини је живјело 1.177 становника. Посједује регионалну шифру (AGS) 14628090.

## Географски и демографски подаци
Дорфхајн се налази у савезној држави Саксонија у округу Зексише Швајц-Остерцгебирге. Општина се налази на надморској висини од 362 метра. Површина општине износи 6,3 km². У самом мјесту је, према процјени из 2010. године, живјело 1.177 становника. Просјечна густина становништва износи 188 становника/km².